# Carpenterville
Carpenterville az Amerikai Egyesült Államok északnyugati részén, Oregon állam Curry megyéjében, az Oregon Route 255 egykori szakaszán elhelyezkedő önkormányzat nélküli település.
Alapítója D. W. Carpenter, aki a kerítések alapanyagául szolgáló fát feldolgozó üzemet működtetett. A posta 1932 és 1944 között működött. 1940-ben a népességszám negyven fő volt. Egykor iskola, fogadó és étterem is működött itt, azonban a főút nyomvonal-korrekciójával elnéptelenedett.

## Fordítás
- Ez a szócikk részben vagy egészben  a   Carpenterville, Oregon című angol Wikipédia-szócikk ezen változatának fordításán alapul.  Az eredeti cikk szerkesztőit annak laptörténete sorolja fel. Ez a jelzés csupán a megfogalmazás eredetét és a szerzői jogokat jelzi, nem szolgál a cikkben szereplő információk forrásmegjelöléseként.